# The Batman (filme)
The Batman (bra: Batman; prt: The Batman) é um filme de super-herói estadunidense, baseado no personagem Batman da editora DC Comics, um reboot da franquia Batman produzido pela 6th & Idaho e Dylan Clark Productions, e dirigido por Matt Reeves, roteirista junto com Peter Craig. É estrelado por Robert Pattinson como Bruce Wayne / Batman, ao lado de Zoë Kravitz, Paul Dano, e Colin Farrell. Que segue a história de Batman em seu segundo ano de luta contra o crime em busca de vingança, quando descobre a corrupção em Gotham City enquanto persegue o Charada/Enigma (Dano), um assassino em série que tem como alvo a elite de Gotham.
Ben Affleck, que interpretou o Batman no Universo Estendido DC (UEDC), foi definido para dirigir, produzir, coescrever e estrelar The Batman em 2014, mas em 2017 desistiu devido à insatisfação com seu próprio roteiro. Reeves foi contratado para assumir e retrabalhar a história de Affleck para se concentrar em um Batman mais jovem; procurando explora-lo como um detetive mais do que os filmes anteriores, inspirado nas histórias em quadrinhos de 1987, 1996 e, 2000. Pattinson foi escalado em maio de 2019, com mais escalações de elenco ocorrendo no final daquele ano. As filmagens ocorreram no Reino Unido e em Chicago, com duração de janeiro de 2020 a março de 2021.
The Batman estava programado para ser lançado em junho de 2021, mas a produção foi adiada entre março e setembro de 2020 devido à pandemia de COVID-19. Teve sua première no Lincoln Center em Nova Iorque em 1 de março de 2022 e foi lançado nos Estados Unidos três dias depois. Duas sequências estão planejadas e duas séries de televisão spin-off estão em desenvolvimento para o Max.

## Enredo
Durante o halloween, o prefeito de Gotham City Don Mitchell Jr. (Rupert Penry-Jones) é assassinado por um serial-killer que se chama Charada (Paul Dano). Operando em Gotham por dois anos como o vigilante Batman, o bilionário Bruce Wayne (Robert Pattinson) investiga ao lado do Departamento de Polícia de Gotham City (GCPD). O tenente James Gordon (Jeffrey Wright) descobre que o Charada deixou uma mensagem para o Batman, mas o comissário do GCPD Pete Savage (Alex Ferns) o repreende por permitir que o Batman entre na cena do crime e o força a sair. O Charada mata Savage, deixando outra mensagem para o Batman e enviando um vídeo de sua morte para a mídia de Gotham.
Batman e Gordon descobrem que o Charada deixou um pendrive no carro de Mitchell; contém imagens de Mitchell com uma mulher, Annika (Hana Hrzic), no Iceberg Lounge, um clube operado por Pinguim (Colin Farrell), tenente do mafioso Carmine Falcone (John Turturro). Batman interroga Pinguim, que afirma não saber nada, mas percebe que Selina Kyle (Zoë Kravitz), colega de quarto e namorada de Annika, trabalha lá como garçonete. Ele segue Selina até a casa de Mitchell, onde descobrem o passaporte de Annika em um cofre. Quando Annika desaparece, o Batman envia Selina de volta ao Iceberg Lounge para procurar respostas. Através de Selina, o Batman descobre que o promotor público de Gotham, Gil Colson (Peter Sarsgaard), está na folha de pagamento de Falcone, mas Selina interrompe a comunicação quando Batman a pressiona sobre seu relacionamento com Falcone.
O Charada sequestra Colson, amarra uma bomba‐relógio em seu pescoço e o manda interromper o funeral de Mitchell. Quando Batman chega ao local, o Charada o chama pelo telefone de Colson. Batman ajuda Colson a responder as duas primeiras perguntas, mas Colson se recusa a responder a terceira - o nome do informante que deu informações à polícia que levaram a uma apreensão histórica de drogas que encerrou a operação do mafioso Salvatore Maroni - então o Charada o mata. Batman e Gordon deduzem que o informante pode ser o Pinguim e o rastreiam até um negócio de drogas. Eles descobrem que a operação de Maroni nunca chegou ao fim e que muitos policiais do Departamento de Polícia de Gotham estão implicados. Selina inadvertidamente os expõe quando ela chega para roubar o dinheiro da droga. Enquanto o Pinguim foge, Selina descobre o corpo de Annika no porta-malas de um carro. Batman captura o Pinguim depois de persegui-lo no Batmóvel, mas descobre que ele não era o informante.
Batman e Gordon seguem a trilha do Charada até as ruínas de um orfanato administrado pelos pais de Bruce, Thomas e Martha. Eles descobrem que o Charada residia no orfanato e guarda rancor contra Thomas; desde que ele está morto, ele decidiu atacar Bruce. O mordomo e zelador de Bruce, Alfred Pennyworth (Andy Serkis), é hospitalizado depois de abrir uma carta-bomba endereçada a Bruce. O Charada então vaza evidências alegando que Thomas, que estava concorrendo a prefeito quando foi assassinado, contratou Falcone para matar um jornalista por ameaçar revelar detalhes embaraçosos sobre a história de doença mental de Martha. Bruce, que cresceu acreditando que seu pai tinha integridade moral, confronta Alfred. Alfred confirma que Thomas pediu a Falcone para intimidar o jornalista, mas decidiu entregar Falcone à polícia depois de saber do assassinato; ele assume que Falcone mandou matar Thomas e Martha para evitar isso.
Selina diz ao Batman que Falcone é seu pai e que ele a negligenciou. Ela descobre que Falcone estrangulou Annika depois que Mitchell lhe disse que ela era a informante e decide matá-lo. Batman e Gordon chegam ao Iceberg Lounge a tempo de detê-la e prender Falcone, mas o Charada o derruba de um prédio próximo. Desmascarado como o contador forense Edward Nashton, o Charada é encarcerado no Asilo Arkham. Em Arkham, Nashton diz que estava com inveja da simpatia que Bruce recebeu após o assassinato de seus pais enquanto ele era ignorado, e queria se juntar a Batman e se tornar um vigilante mascarado semelhante. Batman rejeita furiosamente Nashton e descobre que ele plantou carros-bomba por toda Gotham. As bombas destroem o reservatório de Gotham e inundam a cidade. No caos que se seguiu, Batman e Selina impedem um culto inspirado no Charada de assassinar a prefeita eleita Bella Reál (Jayme Lawson). Quando o Batman começa a ajudar nos esforços de recuperação, Selina descobre que Gotham não pode ser salva e vai embora. Enquanto isso, no Arkham, Nashton faz amizade com outro preso sem nome (Barry Keoghan).

## Elenco
- Robert Pattinson como Bruce Wayne / Batman: Um órfão bilionário obcecado em eliminar o crime de Gotham City enquanto luta contra seu próprio passado traumático.[12] Reeves optou por explorar Wayne como um vigilante inexperiente ainda não "totalmente formado" e descreveu o personagem como alguém que não consegue separar sua personalidade própria de "estrela reclusa" de sua obsessão em agir como Batman.[13][14][15][16] Por sua vez, Pattinson afirmou que o enredo do filme aborda temas como heroísmo, traumas e solidão já que Wayne nesta versão não lidar com seus próprios sentimentos e busca "impor seu tipo de justiça".[12][15][16][17][18] Wayne adolescente é interpretado por Oscar Novak enquanto Rick English atuou como dublê de Pattinson nas sequências de luta.[16][19][20]

- Zoë Kravitz como Selina Kyle / Mulher-Gato: Uma garçonete de boate e ladra ocasional que cruza o caminho de Batman enquanto busca por conta própria pela sua colega de quarto desaparecida.[12][21] Ao longo do filme, a moral ambígua de Kyle se choca com a visão inflexível de Wayne sobre o bem e o mal e o submundo criminoso de Gotham.[17][22] Kravitz descreveu sua personagem uma femme fatale em uma jornada de autodescoberta e que "não está apenas tentando sobreviver".[22] Reeves afirmou que Kyle serviu como um paradoxo para os conceitos de Batman sobre sua própria jornada até aquele ponto.[17][22][23] O filme foca na persona de Kyle muito mais do que no alter-ego de Mulher-Gato já que tanto Reeves quando Kravitz desejaram destacar sua jornada emocional.[22][24][25]

- Paul Dano como Edward Nashton / O Charada: Um contador forense e maníaco que inicia uma onda de assassinatos e crimes sádicos contra a elite poderosa de Gotham City.[26][27] Nashton cresceu como um órfão pobre que se ressente profundamente de Bruce Wayne e das autoridades públicas da cidade e passa a praticar crimes envoltos em charadas emblemáticas como forma de chamar atenção de Batman e "desmascarar a verdade" sobre a elite local.[28][29] Reeves afirmou que explorar a dualidade entre Nashton e Wayne era uma forma de refletir a ideia dos quadrinhos originais de que Wayne é o responsável indireto pelo surgimento de seus próprios inimigos.[28][30][31] O diretor também afirmou que optou deliberadamente por dar um visual de "terrorista cibernético" ao personagem.[18][32] Dano afirmou que sua performance buscou equilibrar elementos da vida real de um assassino em série com o universo fictício de Batman.[33] Joseph Walker interpreta Nashton quando criança.[34]

- Jeffrey Wright como James Gordon: Um oficial do Departamento de Política de Gotham City (GCPD) e um dos poucos policiais íntegros da cidade, colaborando ocasionalmente com Batman na captura de diversos criminosos.[35][36] Wright descreveu sua performance como Gordon como um reflexo da flexibilização do elenco no cinema contemporâneo já que ele é o primeiro ator afro-americano a interpretar o personagem e destacou que os personagens do universo de Batman são "criaturas fluidas e em evolução".[37][38][39] Reeves optou por retratar Gordon como um tenente da polícia local, deixando subentendida uma progressão de carreira em futuras sequências.[20][40][41] O diretor também afirmou que a parceria entre Batman e Gordon é similar à dupla formada por Carl Bernstein (Dustin Hoffman) e Bob Woodward (Robert Redford) em All the President's Men (1974).[31][42]

- John Turturro  como Carmine Falcone: Um dos mais poderosos mafiosos de Gotham City e pai biológico de Selina Kyle.[43][44] Falcone se torna o principal alvo de Nashton em sua onda de crimes por ser uma figura que controla grande parte do mundo criminoso local.[28][45] Turturro descreveu seu personagem como "um cara perigoso" e Reeves afirmou que sua aparência de "mafioso polido" esconde "um passado sombrio", comparando-o a Noah Cross (John Huston) de Chinatown (1974).[46][47][48]  O enredo do filme deixa subentendido que Falcone está ligado à origem de Batman por ter sido supostamente o mandante do assassinato de Thomas Wayne.[28][44]

- Peter Sarsgaard como Gil Colson: O procurador de justiça de Gotham City,[14] a quem Sarsgaard descreve como não confiável.

- Andy Serkis como Alfred Pennyworth: Mentor e mordomo de Wayne desde sua infância, ocupando a figura de um guia paternal mesmo que ambos tenham uma relação distante e conflituosa.[49][50] Pattinson descreveu Alfred como o "único confidente" de Batman mesmo acreditando que ele "está insano".[50] Serkis relembrou que Reeves optou por trabalhar uma versão de Alfred que já integrou o Serviço Secreto Britânico antes de sua ligação com as Empresas Wayne e que seu passado militar o levou a se tornar uma figura moralista e calculista mais do que um pai para Wayne.[50][51][52] Reeves destacou que Alfred foi forçado a assumir responsabilidades paternais de Bruce apesar de ser jovem e inexperiente e que ele se culpa pela jornada obsessiva de Batman.[53][31]

- Colin Farrell como Oz Cobblepot / Pinguim: Um gerente das operações de Falcone no submundo criminoso de Gotham City, especialmente como administrador do clube noturno Iceberg Lounge, onde Selina Kyle trabalha.[21][22][54] Nesta versão, Oz ainda não se tornou o mafioso calculista retratado frequentemente nos quadrinhos de Batman.[55][56] Reeves descreveu o personagem  como um "mafioso mediano subestimado" e comparou-o a Fredo Corleone (John Cazale) de The Godfather (1972) como um homem pacato cercado por outros homens de personalidade forte.[57][58]

- Jayme Lawson como Bella Reál: Uma ativista e educadora social que concorre ao cargo de Prefeita de Gotham City.[14][59][60] A personagem é introduzida neste filme e não foi inspirada por nenhum outro nome já recorrente do universo de Batman.[61][59] Reeves descreve Reál como uma idealização da "esperança" dos habitantes da cidade e personificação da "honestidade".[59][60][62] No filme, Reál acaba se tornando a única candidata sobrevivente quando seu oponente, Don Mitchell, Jr., é assassinado por Nashton. Posteriormente, Reál se torna ela própria um alvo das ações de Nashton e de seus seguidores.[63][64]

## Produção

### Desenvolvimento

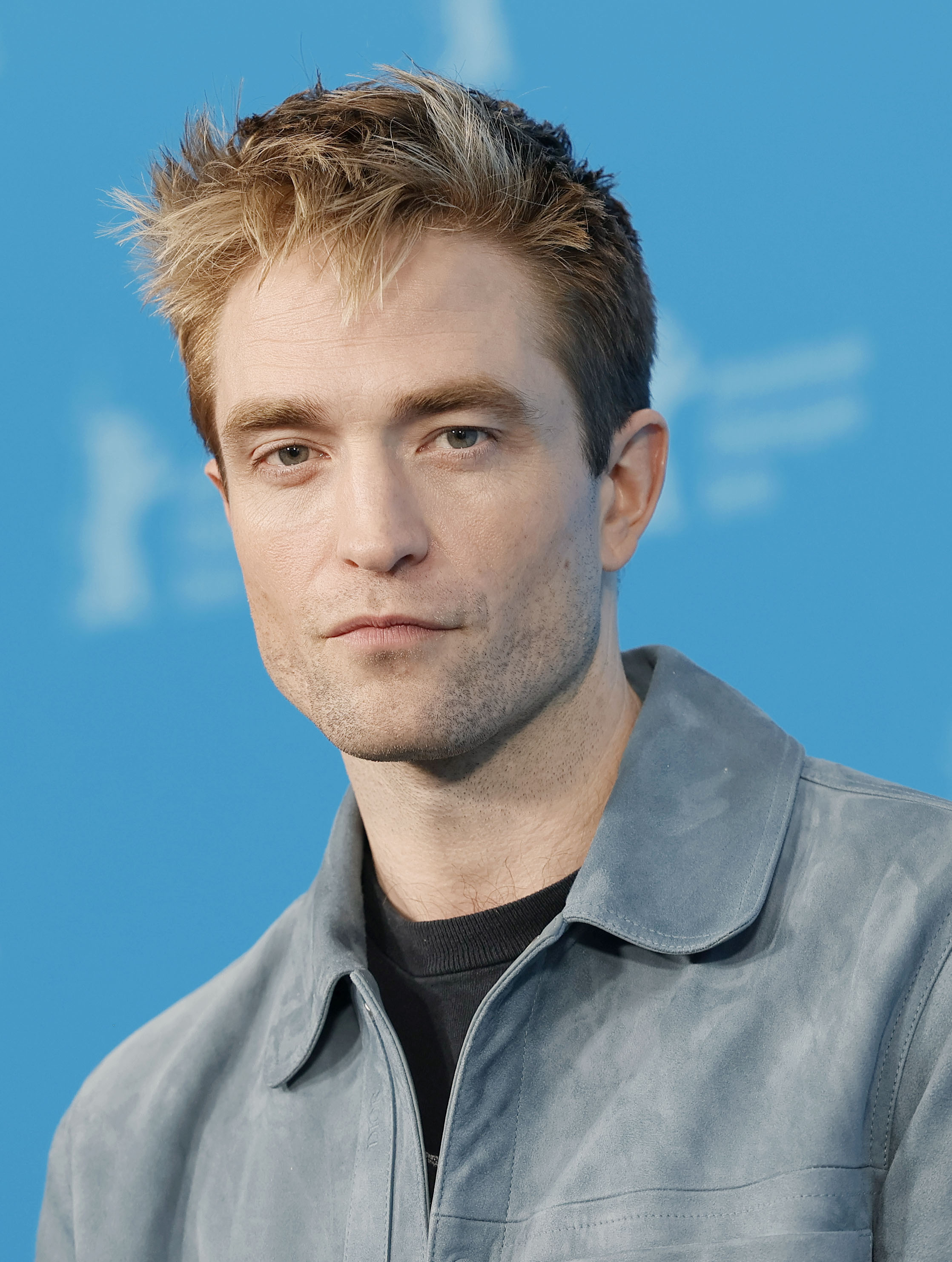
Aos trinta e cinco anos de idade, Robert Pattinson tornou-se o sétimo ator a interpretar Bruce Wayne nos cinemas.

Em julho de 2015, Ben Affleck (que interpretou o Batman no Universo Estendido DC) estava em negociações para estrelar, co-escrever com Geoff Johns e, possivelmente, dirigir um filme independente do Batman. O CEO da Warner Bros., Kevin Tsujihara, confirmou em abril de 2016 que o estúdio estava seguindo em frente com o projeto de Affleck em que o ator iria estrelar e dirigir. Em maio de 2016, Jeremy Irons confirmou que estava "ligado ao The Batman", enquanto Affleck afirmou que seu filme solo teria como fonte os quadrinhos, mas que seria, principalmente, uma "história original", onde teria Joe Manganiello como Exterminador e Jared Leto como Coringa.
The Batman foi o "projeto amaldiçoado" da DC por um longo tempo. Muitos criticaram a contratação de Ben Affleck como o Homem-Morcego por causa de ter interpretado um personagem da Marvel, o Demolidor, no filme Daredevil (2003). Ainda que Affleck tenha recebido elogios por sua atuação em Batman v Superman: Dawn of Justice (2016), o ator afirmou que Justice League (2017) foi sua "pior experiência".
Em 2017, Affleck desistiu do projeto devido à insatisfação com seu próprio roteiro. No mesmo ano Matt Reeves foi contratado para assumir e retrabalhar a história de Affleck para se concentrar em um Batman "mais jovem"; procurando explorar o Batman como um detetive mais do que os filmes anteriores, inspirado nas histórias em quadrinhos Year One (1987), The Long Halloween (1996–1997) e Ego (2000).
Em agosto de 2018, o diretor Reeves anunciou que seu esboço estava quase concluído, e que a filmagem principal estaria planejada para começar no início do ano seguinte. Ben Affleck permaneceu ligado ao projeto como produtor ao lado de Johns, mas não retornou como Batman. Em setembro de 2018, Reeves completou seu primeiro esboço do roteiro, que foi bem recebido pela Warner Bros. e completou o esboço final em janeiro de 2019. Neste mesmo período, Affleck deixou inteiramente o projeto e as conexões do erendo com o Universo Estendido da DC foram removidas. Esperava-se que o enredo envolva vários vilões da Galeria de Vilões do Batman, incluindo o Pinguim. A imprensa divulgou que o filme poderia ser inspirado na publicação Batman: The Long Halloween (1996), escrita por Jeph Loeb e ilustrada por Tim Sale. A informação foi dada pelo diretor Kevin Smith após seu co-apresentador, Marc Bernardin, dizer que ouviu um rumor que alegava que o filme adaptaria o arco de quadrinhos, durante o seu podcast Fatman Beyond Podcast, porém nada foi confirmado oficialmente.

### Elenco
Em maio de 2019, Robert Pattinson, Nicholas Hoult, Armie Hammer e Aaron Taylor-Johnson estavam em uma lista para substituir Affleck como Batman, com Pattinson como favorito. Reeves escreveu o roteiro com Pattinson em mente depois de ver sua atuação em Good Time (2017), mas não tinha certeza se ele estaria interessado. Pattinson evitou grandes filmes de franquia desde seu trabalho na franquia cinematográfica de fantasia de terror Twilight (2008–2012), pois achava esses papéis "maçantes" e queria evitar a atenção dos paparazzi. Portanto, Pattinson não havia participado de filmes do Universo Cinematográfico Marvel (MCU) da Marvel Studios, sendo um nome interessante para a Warner Bros e seu próprio universo midiático. Paralelamente, a companhia descartou a contratação de Hoult por considerar que não se adaptou bem fisicamente às próteses e maquiagem.
Pattinson delcarou interesse pelo papel com um ano de antecedência e manteve contato com a equipe "obsessivamente". Autodeclarado admirador de do Batman, Pattinson revelou ideias sobre como trazer uma performance única da relação entre as atividades de super-heróis de Batman e sua identidade como Bruce Wayne em comparação com as adaptações cinematográficas anteriores e se interessou pela ausência de superpoderes do personagem. Reeves passou horas revisando os trabalhos anteriores de Pattinson (The Devil All the Time) e Hoult (Dark Phoenix) antes de se encontrar com eles em abril. 
Em 20 de maio, Pattinson e Hoult compareceram aos estúdios da companhia em Burbank para os testes definitivos. Durante os testes, Pattinson utilizou o Bat-traje utilizado por Val Kilmer em Batman Forever (1995), pois este era o único traje disponível que lhe cabia. O ator descreveu o teste como "desafiador" e citou o tamnho reduzido do traje e mobilidade reduzida, mas também considerou uma "experiência transformadora". Em 31 de maio, o estúdio anunciou a contratação de Pattinson com um cachê de 3 milhões de dólares.
A escolha de Pattinson foi recebida com reação mista de fãs do Batman, com uma petição do Change.org para que a companhia cancelasse sua contratação. Pattinson considerou a reação pública "menos mordaz" do que esperava e afirmou que ser "um azarado" significava que ele não tinha expectativas altas a cumprir em sua performance. Christian Bale, que interpretou Batman em Trilogia The Dark Knight (2005–2012), apoiou Pattinson, encorajando-o a "tornar [o papel] seu" e ignorar os críticos. Bale comparou a revolta dos fãs à reação que Heath Ledger enfrentou quando foi escalado como o Coringa em The Dark Knight (2008). Para se preparar, Pattinson estudou a história de Batman, lendo quadrinhos que vão desde a Era de Ouro até a temporada 2016–2019 do escritor Tom King em Batman. Pattinson treinou jiu-jitsu brasileiro com o instrutor Rigan Machado, querendo passar por uma mudança física de forma semelhante a atores de super-heróis como Chris Hemsworth, Dwayne Johnson, Robert Downey Jr. e Chris Evans. O ator também consultou Christopher Nolan, diretor da trilogia The Dark Knight, enquanto trabalhava com ele em Tenet (2020).
Jeffrey Wright entrou em negociações para interpretar James Gordon em setembro, e Jonah Hill entrou em negociações para interpretar o Charada ou o Pinguim. Wright foi escalado em outubro, sendo o primeiro ator negro a interpretar Gordon; ele sentiu que sua contratação refletia a recente diversidade do cinema norte-americano desde a estreia de Batman em 1939. O ator ainda defendeu que "nenhuma das qualidades" de Gordon exigiam que ele fosse branco. Em preparação, Wright leu quadrinhos do Batman, como The Long Halloween, e inspirou-se na trajetória policial de Eric Adams antes de sua carreira como Prefeito de Nova Iorque. No final do mês, Hill encerrou as negociações para atuar no filme. De acordo com Justin Kroll, da revista especializada Variety, Hill desejava receber 10 milhões de dólares - mais que o dobro do valor que Pattinson ganharia - enquanto o jornalista Borys Kit relatou que a Warner Bros. não conseguiu decidir junto ao ator qual papel ele receberia. Paul Dano assumiu o papel de Charada após a saída de Hill. Para se preparar, Dano pesquisou serial killers e optou por ler seu material de pesquisa em locais públicos, pois achava perturbador e não queria ler sozinho. Dano afirmou que se inspirou em Brian Wilson, vocalista da banda Beach Boys, que ele mesmo havia interpretado no filme biográfico Love & Mercy (2014). Dano também relatou que foi influenciado pelas músicas da banda Nirvana. Por sua vez, Reeves relatou que desenvolveu o personagem tendo como base a performance de Dano em Love & Mercy. 
Também em outubro, Zoë Kravitz foi escalada como Mulher-Gato após um teste de cena com Pattinson. Kravtiz já havia dublado a personagem em The Lego Batman Movie (2017). A diretora de elenco Cindy Tolan sugeriu Kravitz e Reeves a escolheu ao invés de atrizes como Ana de Armas, Ella Balinska e Eiza González, que também fizeram o teste para o papel, assim como Zazie Beetz e Alicia Vikander. Kravitz estava relutante em atuar em outro filme de super-herói após sua performance em X-Men: First Class (2011), mas era fã da personagem e se sentia "conectada a ela emocionalmente e esteticamente". Kravitz sentiu que sua honestidade com Reeves desempenhou um grande papel em sua seleção e explicou que ela queria que Reeves soubesse como seria trabalhar com ela. Kravitz deu conselhos sobre como desenvolver o personagem da Mulher-Gato, e começou a treinar com o instrutor David Higgins dois meses antes de filmar. Ela também estudou imagens de gatos e leões lutando para desenvolver seus movimentos enquanto praticava com o coordenador de dublês Rob Alonzo. Kravitz se inspirou em "Year One" e no retrato de Mulher- Gato de Michelle Pfeiffer em Batman Returns (1992).
Em novembro, Andy Serkis, Colin Farrell e John Turturro foram, respectivamente, escalados como Alfred Pennyworth, o Pinguim e Carmine Falcone. Reeves abordou Serkis sobre o papel de Alfred durante a pós-produção de Planeta dos Macacos: A Guerra, e ele estava ansioso para trabalhar com Reeves novamente. Farrell olhou para o personagem Godfather Fredo Corleone como inspiração e trabalhou com a treinadora de dialetos Jessica Drake para desenvolver a voz do Pinguim. Jayme Lawson também se juntou ao elenco como político, enquanto Peter Sarsgaard foi escalado em dezembro. Durante as filmagens, Gil Perez-Abraham, gêmeos Charlie e Max Carver, Rupert Penry-Jones, e Jay Lycurgo foram revelados para serem escalados em papéis não revelados; Lycurgo, que interpreta um criminoso no filme, filmou suas cenas um ano antes de se juntar à série da DC, Titans como Tim Drake. Con O'Neill foi revelado para aparecer após a conclusão das filmagens.
Reeves não tinha certeza se a aparência do Coringa seria mantida no lançamento teatral, ou se o ator que o interpreta seria capaz de reprisar o papel no futuro. Consequentemente, ele sentiu que o ator que interpretou o Coringa precisava ser "destemido". Reeves se encontrou com Barry Keoghan, que estava ansioso para aceitar a oferta. A equipe de produção tentou manter o papel de Keoghan em segredo anunciando que ele estava interpretando o personagem do "Ano Um" Stanley Merkel quando foi escalado em julho de 2020, mas o irmão de Keoghan revelou a verdade nas redes sociais antes do lançamento do filme.

### Projeto

#### Conjuntos e adereços
A equipe de design começou a trabalhar nos designs da Batcaverna e do Batmóvel antes que o roteiro fosse concluído, pois Reeves tinha uma visão clara de como seria o mundo do Batman e queria que os três refletissem um ao outro. A Batcaverna foi baseada em ferrovias subterrâneas privadas na cidade de Nova York que famílias ricas usavam no início de 1900, que Reeves descreveu como uma "maneira de dizer: 'Como podemos enraizar todas essas coisas em coisas que parecem reais?, mas também extraordinário?'". A Batcaverna também serve como a base da representação do filme de Wayne Manor, que Reeves descreveu como decadente, representando o desinteresse de Batman pela riqueza de sua família. O set da Prefeitura de Gotham foi construído em um hangar no aeródromo de Cardington; o hangar também tinha uma sala à prova de som que foi montada para Dano gravar certas cenas do Charada.
Reeves imaginou um design feito à mão para o Batmóvel, com o designer de produção James Chinlund e o artista conceitual Ash Thorp criando o design do veículo para ter um motor que se assemelhasse a um morcego. Reeves queria que o Batmóvel se sentisse como uma "fera selvagem" e se afastasse do design semelhante a um tanque popularizado pelos filmes do Cavaleiro das Trevas de Nolan em favor de um que parecesse um muscle car. Ele olhou para o romance de Stephen King , Christine(1983), sobre um carro possuído por forças sobrenaturais, para inspiração: "Gostei da ideia do carro em si como uma figura de terror, fazendo uma aparência animalesca para realmente assustar as pessoas que Batman está perseguindo". Quatro unidades Batmobile foram construídas, com a unidade motriz primária alimentada por um motor V8 que gerava 650 cavalos de potência. Outra unidade foi construída em um chassi Tesla para fotos internas e noturnas.

#### Trajes

Frame do teste da nova armadura usada por Robert Pattinson

O figurino foi liderado por Jacqueline Durran, e o Batsuit de Pattinson foi desenhado pelo supervisor Dave Grossman e pelo artista conceitual Glyn Dillon ao longo de um ano. Reeves queria que o Batsuit fosse prático e sentisse como se Batman usasse peças de reposição para criá-lo por conta própria, e a equipe de design procurou equipamentos táticos da Guerra do Vietnã para inspiração. Pattinson desempenhou um grande papel no design do figurino; ele queria ser capaz de se mover e lutar nele, e foi inspirado pela representação de Batman em Batman: Legends of the Dark Knight enredo "Shaman" (1989) por O'Neil e Edward Hannigan. O traje final é mais flexível do que os Batsuits anteriores, a ponto de Pattinson "imediatamente começar a dar cambalhotas nele só porque você podia" quando ele colocou o primeiro protótipo. Pattinson pediu conselhos a Bale durante o processo de design, e ele, brincando, aconselhou "certifique-se de que você será capaz de se aliviar" enquanto estiver vestindo o traje. Os comentaristas notaram que o Batsuit de Pattinson parecia se inspirar no desenhado pelo artista Lee Bermejo em quadrinhos como Noël (2011) e Damned (2018–2019). Bermejo não foi consultado sobre o design, mas ficou orgulhoso de ver um Batsuit semelhante ao seu em um filme. A maquiadora Maria Donne modelou o penteado de Bruce Wayne depois de Cobain, enquanto seu delineador quando se vestia como Batman apresentava uma mistura de pigmentos e produtos que sustentavam a chuva e o suor.
Para retratar o Pinguim, Farrell usava próteses e um terno gordo criado pelo maquiador Mike Marino. Reeves descreveu-o como "quase como um gangster retrocesso da Warner Bros, Sydney Greenstreet e Bob Hoskins. Farrell optou por usar um terno grande em vez de ganhar peso porque sofreu problemas de saúde quando ganhou peso para a série de televisão The North Water (2021). O traje de Farrell não apresenta o tradicional monóculo e cartola do Pinguim, e a Warner Bros o proibiu de fumar tabaco como ele faz nos quadrinhos. Farrell lutou para permitir que ele carregasse um charuto em vez de cigarros, mas a Warner Bros. não cedeu. Farrell era frequentemente descrito como "irreconhecível" no figurino, a ponto de Wright e Penry-Jones inicialmente não o reconhecerem no set. Reeves hesitou em tornar Farrell irreconhecível, pois queria que o design do Pinguim refletisse o tom realista, mas aceitou o design depois de ver os testes de maquiagem. Demorou entre duas e quatro horas para aplicar as próteses, e Farrell testou o traje em Burbank.Starbucks, onde ele "recebeu alguns olhares" pedindo um café com leite no personagem. Ele descreveu o uso do traje como "libertação absoluta", acrescentando: "Quando a peça se move, assim como a peça que foi projetada para o Pinguim se moveu, minhas sobrancelhas se moveram para minhas bochechas e meu sorriso, foi uma loucura. não tinha nenhum medo de que Colin pudesse ser visto".
O traje do Charada foi baseado em esboços do Assassino do Zodíaco; ele mantém o tradicional casaco verde do personagem enquanto adiciona uma máscara de combate, que Dano queria mostrar que o Charada "provavelmente sentiu muita vergonha ou auto-ódio ou dor". Dano também se cobriu com filme plástico, pois achava que o Charada tomaria precauções extremas para evitar deixar DNA nas cenas do crime. Ele ficou preocupado com o efeito que esse traje estava causando nele durante as filmagens, já que sua cabeça estava "pulsando de calor... Era como se estivesse comprimido pelo suor, pelo calor e pela falta de oxigênio". O traje da Mulher-Gato foi projetado para estabelecer uma base para o que se tornaria sua roupa de quadrinhos enquanto se sentia " Marino também desenhou as próteses faciais que Keoghan usou para retratar o Coringa;  embora o Coringa apareça apenas em silhueta no corte final, Reeves ainda fez com que Marino desenvolvesse um design completo. Reeves queria que ele se assemelhasse ao personagem de Conrad Veidt, Gwynplaine, de Conrad Veidt, The Man Who Laughs (1928), que inspirou o retrato do Coringa nos quadrinhos originais. Reeves fez do sorriso perpétuo do Coringa o resultado de uma condição biológica, em vez de uma cicatriz facial como nos filmes anteriores, para distinguir a nova encarnação.

### Filmagens
Em 27 de janeiro de 2020, Matt Reeves anunciou em seu Twitter que as filmagens começaram oficialmente, postando uma foto de uma claquete com o logo do filme.

## Trilha sonora
A trilha sonora do filme ficou por conta do compositor Michael Giacchino. O anúncio foi feito no Royal Albert Hall, em Londres, com o diretor Matt Reeves pedindo pessoalmente para Giacchino compor a trilha do filme.